# Informații militare
Informațiile militare reprezintă o disciplină militară care utilizează abordări de colectare și analiză a informațiilor pentru a oferi îndrumări și direcții pentru a ajuta comandanții⁠(d) în deciziile lor. Acest obiectiv este atins prin furnizarea unei evaluări a datelor dintr-o serie de surse, îndreptată către cerințele misiunii comandanților sau răspunzând la întrebări ca parte a planificării operaționale sau de campanie. Pentru a furniza o analiză, cerințele de informații ale comandantului sunt mai întâi identificate, apoi încorporate în colectarea, analiza și diseminarea informațiilor.
Domeniile de studiu pot include mediul operațional, forțele ostile, prietenoase și neutre, populația civilă dintr-o zonă de operațiuni de luptă și alte domenii de interes mai largi. Activitățile se desfășoară la toate nivelurile, de la tactic la strategic, în timp de pace, perioada de tranziție la război și în timpul războiului în sine.
Majoritatea guvernelor mențin o capacitate de a furniza personal analitic și de colectare a informațiilor atât în unitățile specializate, cât și din alte arme și servicii. Personalul de informații militare și cel de informații civile colaborează pentru a informa spectrul activităților politice și militare.
Personalul care îndeplinește sarcini de informații poate fi selectat pentru abilitățile lor analitice și inteligența personală înainte de a primi o pregătire oficială.
Informațiile militare au apărut concomitent cu apariția operațiunilor militare (de luptă).